# Сейдисфьордюр
Се́йдисфьордюр (исл. Seyðisfjörður) — город-порт и община в Исландии. Административный центр общины Сейдисфьордаркаупстадир региона Эйстюрланд. Население — 802 человека (2005). Является местом для переправки автомобилей и пассажиров через паром Норрюна.
Дорога через горный перевал Фьярдархеиди (исл. Fjarðarheiði) соединяет Сейдисфьордюр со всей остальной Исландией; 27 км до кольцевой дороги и города Эйильсстадира (исл. Egilsstaðir).

## География
Располагается на восточном побережье страны, в конце Сейдис-фьорда.
Сейдисфьордюр окружен горами и самая известная из них гора Бьоульвюр (исл. Bjólfur), располагающаяся на западе от города. Сам фьорд доступен с любой стороны благодаря главной дороге, которая проходит через весь город. Здесь можно найти колонии птиц пуффинов, а также развалины древних поселений, таких как Вестдалсейри (исл. Vestdalseyri), откуда в своё время была перенесена местная церковь.

## Туризм

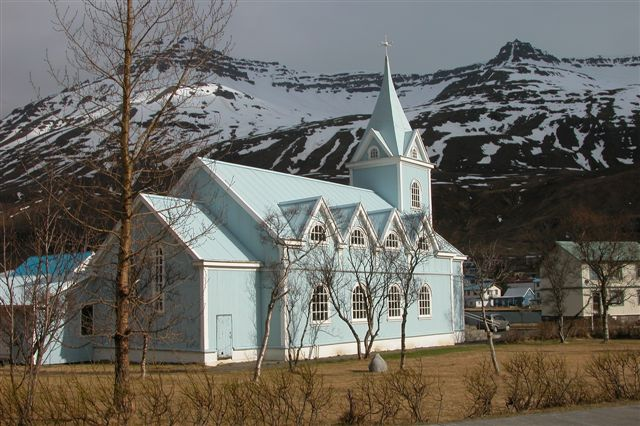
Церковь

Город Сейдисфьордюр известен своими старинными деревянными строениями. В городе можно найти специально отведенные места для автотуристов, приспособления для туристов, плавательный бассейн, библиотеку, отель, полицейский пост, винный магазин и другие розничные виды деятельности, а также помещения и студии для начинающих художников.
Сейдисфьордюр является живым культурным местом с центром искусства, телекоммуникационным музеем и всего лишь двумя кинотеатрами на востоке Исландии. Каждый год в июле месяце в городе проводится Летний Фестиваль Музыки Лунга. Здесь жил и работал в своей личной арт-студии всемирно известный художник Дитер Рот. Академия Дитер Рот располагается в Скафтфелде.
В городе есть несколько водопадов. Самая популярная экскурсия начинает свой путь с самого сердца города, на восточном берегу реки Фьярдарау (исл. Fjarðará). Далее вверх по реке есть 25 водопадов, объекты охоты классических художников.
Во время зимы перевал Фьярдархеиди используют для катания на лыжах.

## История

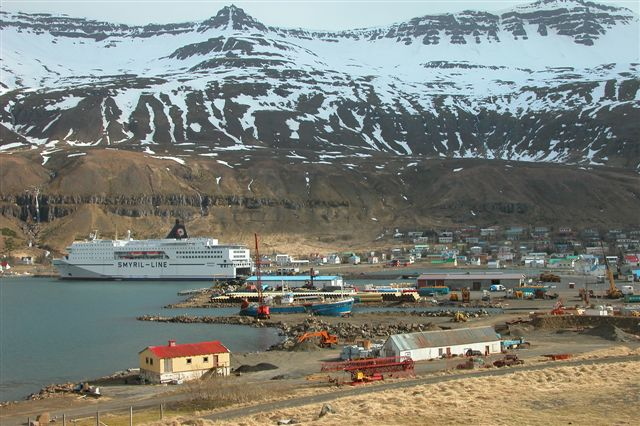
Паром в Сейдисфьордюр

Как и у многих других портовых городов, история возникновения города Сейдисфьордюр началось с появлением на этой территории датских торговцев, обосновавшиеся здесь в середине 1800 года. Первое поселение в области Сейдис-фьорд возникло в 1848 году. В период с 1870 по 1900 года эту область заселяли норвежские рыболовы, которые строили деревянные дома, рыбные магазины, общественные здания, некоторые из которых остались в городе до сих пор. Они оказали на развитие города наибольшее влияние.
В 1895 году поселение получило статус города.
Первые телефонные линии были проложены по Исландии через город Сейдисфьордюр в 1906 году, что делало его центром телекоммуникаций до середины прошлого века. На главной реке города в 1913 году была построена гидроэлектростанция, дав городу новый статус, самый первый город в Исландии, в котором появилось электричество.
С 1980 года паромный путь Норрюна связал Исландию с Фарерскими островами, Шотландией, Данией и Норвегией.
Во время второй мировой войны Сейдисфьордюр был использован в качестве базы для британских и американских войск и для конвоя антигитлеровской коалиции, направлявшиеся в Мурманск. Остатки их деятельности видны по всему фьорду, включаю взлётно-посадочную полосу, и затонувшее нефтяное судно Эль Грилло, подвергшееся бомбардировке. Оно остается одним из наиболее известных мест в нижней части фьорда для современных водолазов.
После недавнего закрытия рыбного завода город сосредоточил всю свою экономику на туризме, хотя он по прежнему является важным рыбным портом на восточном берегу в Исландии.

## Население

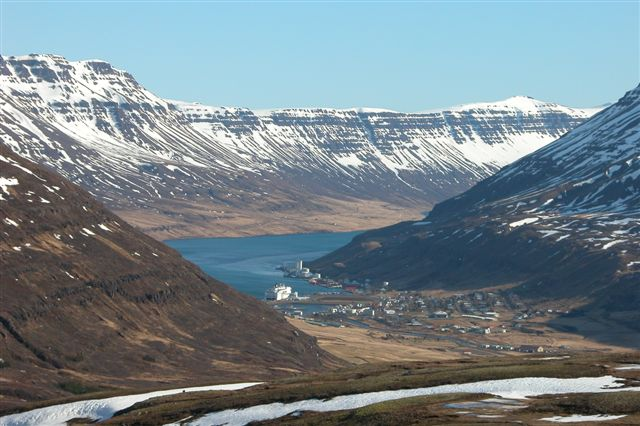
Сейдисфьордюр

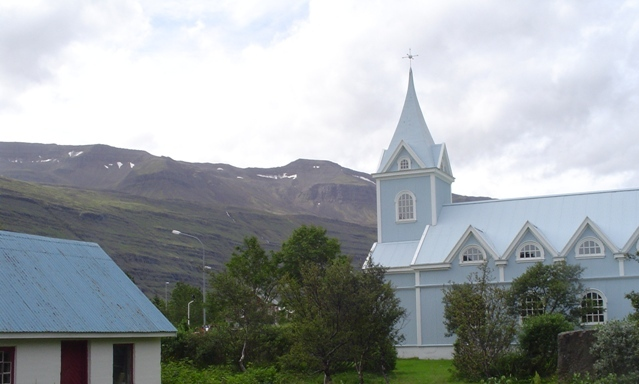
Церковь